# Rudolf Urech (Maler)
Rudolf Urech (* 17. Februar 1888 in Basel; † 13. Juni 1951 ebenda) war ein Schweizer Maler, Zeichner und Grafiker.

Plakat von Rudolf Urech für den Internationalen Sängerwettstreit in Basel, 1914

## Leben und Werk
Urech absolvierte eine Lehre als Dessinateur für Seidenweberei und besuchte nebenbei die Allgemeine Gewerbeschule Basel. Sein Wunsch, als Maler zu leben, wurde in seinem 18. Lebensjahr durch eine Krankheit beendet, in derer in Folge er taub wurde. So schulte sich Urech zum Reklamezeichner um und lernte zudem das Lithographieren. Er illustrierte u. a. Carl Spittelers Olympischer Frühling. Spitteler war es auch, der Urech seine erste Ausstellung in Zürich ermöglichte. Seine Frau, die selber Malerin und Lithografin war, unterstützte Urech tatkräftig auf seinem künstlerischen Weg.